# Дэвис, Йестин
Йестин Дэвис (англ. Iestyn Davies, 16 сентября 1979, Кембридж) — британский оперный певец (контратенор), один из наиболее востребованных академических исполнителей XXI в.

## Биография
Сын виолончелиста Йоана Дэвиса. Начал петь в хоре кембриджского Сент-Джон колледжа, продолжил занятия в школе при Уэлском соборе. Окончил Сент-Джон колледж по специальности Археология и антропология, а затем — Королевскую академию музыки в Лондоне.

## Репертуар
Исполнял партии в операх Монтеверди (Оттон в Коронации Поппеи), Агостино Стеффани (Креонт в Ниобее), Пёрселла (Дух в Дидоне и Энее), Генделя (Арзас в Партенопе, Хамор в Иеффае, Гвидо во Флавии, Оттон в Агриппине) (2020), Бриттена (Оберон во Сне в летнюю ночь, Аполлон в Смерти в Венеции), пел в ораториях и кантатах Орландо Лассо, Пёрселла, Палестрины, Вивальди, Генделя, Баха, Порпоры, Шарпантье, Пуленка, Уолтона, Финци, Тавенера. Выступал на сценах Италии, Германии, Франции, Швейцарии, Нидерландов, Дании, США.

## Творческие контакты
Работал с такими дирижёрами, как Джон Элиот Гардинер, Николаус Арнонкур, Кристофер Хогвуд, Чарльз Маккерас, Кент Нагано, Тон Копман, Франс Брюгген, Ларс Ульрик Мортенсен, Густаво Дудамель, Ринальдо Алессандрини, Алан Кёртис, Айвор Болтон, Эммануэль Аим, Жан Кристоф Спинози, Элизабет Уоллфиш и др.

## Признание
- Премия публики на Генделевском вокальном конкурсе (2004).
- В 2010 Королевское филармоническое общество назвало его молодым певцом года.